# Maritime Assistance Services
Als Maritime Assistance Services (MAS) werden Dienste bezeichnet, die ein Küstenstaat für Schiffe zur Unterstützung in besonderen Situationen vorhält.
Grundlage der MAS ist die von der Internationalen Seeschifffahrts-Organisation (IMO) herausgegebene Empfehlung A.950(23) vom 5. Dezember 2003, in der den Küstenstaaten empfohlen wird, entsprechende Dienste bereitzustellen.
Die „besonderen Situationen“, für die MAS erforderlich werden können, werden in der Resolution A.950(23) wie folgt angegeben:
1. Das Schiff ist in einen Unfall verwickelt (zum Beispiel Ladungsverlust, unbeabsichtigtes Freiwerden von Öl), der die Seetüchtigkeit nicht beeinträchtigt, aber gemeldet werden muss.
2. Das Schiff benötigt nach Einschätzung des Kapitäns Unterstützung, befindet sich aber nicht in einer Notlage (z. B. sofortiges Sinken, Feuer, …), die ein Abbergen der Menschen von Bord erfordert.
3. Das Schiff befindet sich in einer Notsituation, die Menschen an Bord wurden aber bereits abgeborgen, und es befinden sich nur noch diejenigen Personen an Bord, die mit der Bewältigung der Situation betraut wurden.

Mit dieser Definition werden Situationen, für die MAS erforderlich werden können, klar von den seefahrtsüblichen Notfällen abgegrenzt. Nicht unter MAS fallen insbesondere alle Situationen, in denen es um die Rettung von Menschenleben geht.
Nach Resolution A.950(23) ist es nicht erforderlich, dass die Küstenstaaten für die Bereitstellung der MAS eine vollständig neue Organisation aufbauen. Die Funktionen eines MAS können auch durch bestehende Organisationseinheiten einer Verwaltung (zum Beispiel Maritime Rescue Coordination Center, Hafenverwaltungen, Küstenwache usw.) ausgeführt werden.
Die Aufgaben eines MAS sind nach Resolution A.650(23):
1. Entgegennahme von Berichten, Konsultationen oder Meldungen, die die IMO-Regularien im Falle eines Unfalls vorsehen,
2. Überwachung eines Schiffes, wenn ein in 1. genannter Unfall gemeldet wurde, der zu einem Unterstützungsbedarf führen kann,
3. Kontaktstelle zwischen Kapitän und Küstenstaat, wenn ein entsprechender Informationsaustausch notwendig ist,
4. Kontaktstelle zwischen den Beteiligten einer Bergungsoperation durch ein privates Bergungsunternehmen, die auf Anforderung der Reederei und des Küstenstaates stattfindet, wenn der Küstenstaat die Überwachung der Bergungsoperation für notwendig hält.

Die genannten Aufgaben des MAS sollten in einem 24-Stunden-Dienst durchgeführt werden.
Für Deutschland hat das Bundesministerium für Verkehr, Bau und Stadtentwicklung die von der Wasser- und Schifffahrtsverwaltung des Bundes betriebenen Verkehrszentralen als Kontaktstellen für MAS benannt.